# العلاقات الروسية الأوزبكية
العلاقات الروسية الأوزبكية هي العلاقات الثنائية بين جمهورية أوزباكستان وروسيا الإتحادية.

## تاريخ العلاقات
اقيمت العلاقات الدبلوماسية بين روسيا الاتحادية وجمهورية أوزباكستان في 20 مارس عام 1992. وفي 30 مايو وقعت معاهدة الصداقة والشراكة الاستراتيجية بين روسيا الاتحادية وجمهورية أوزبكستان التي تعهد الطرفان فيها بتطوير العلاقات بينهما وبضمن ذلك في السياسة والاقتصاد والمجال الإنساني.

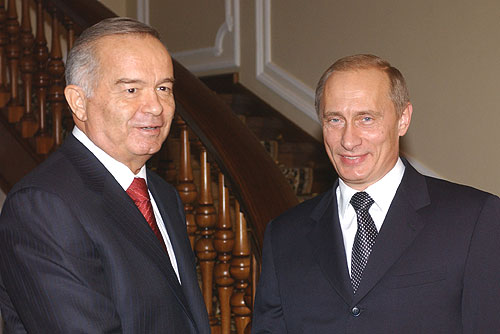
لقاء الرئيس الروسي فلاديمير بوتين مع نظيره الأوزبكي

## التعاون الاقتصادي والتجاري
| العام | حجم التبادل التجاري (ميلون دولار) |
| ----- | --------------------------------- |
| 2003  | 1149.1                            |
| 2004  | 1641.9                            |
| 2005  | 2060.5                            |
| 2006  | 3117.6                            |
| 2007  | 4038.1                            |

روسيا شريك تجاري تقليدي لأوزبكستان. ففي عام 2008 تجاوز حجم التبادل السلعي بين البلدين 4 مليارات دولار. وتقوم روسيا بتصدير إلى أوزبكستان الفحم ومنتجات صناعة الماكنات وتشغيل المعادن والصناعات الطبية والمايكروبيولوجية وصناعة الاخشاب والورق والسيللوز وغيرها، بينما تعتبر أوزبكستان المورد الرئيسي للقطن من اجل مصانع النسيج الروسية.
واعتبارا ً من عام 2005 يتزايد التبادل التجاري بين البلدين بمقدار مليار دولار أمريكي سنويا، ووصل معدل التبادل التجاري الثنائي في عام 2007 نسبة 39.7 % مما يعادل 4038.1 مليون دولار أمريكي، ويشغل حجم التجارة البينية المرتبة الرابعة في رابطة الدول المستقلة. وتساوي حصة أوزبكستان في الحجم الإجمالي للتبادل التجاري الروسي مع بلدان الرابطة نسبة 4 %. اما حصة روسيا في تجارة أوزبكستان الخارجية في عام 2007 فقد بلغت نسبة 28.4 %.
بلغ التبادل السلعي بين روسيا وأوزبكستان عام 2009 قيمة 2.539 مليار دولار، أي انه تقلص بنسبة 24% بالمقارنة مع عام 2008. الا ان شهري يناير/كانون الثاني وفبراير/شباط عام 2010 شهدا نموا في حجم التجارة المتبادلة الذي بلغ 285 مليون دولار، مما يزيد بنسبة 11% عما هو عليه خلال الفترة المماثلة للعام الماضي.
تعمل في أوزبكستان شركات روسية كبرى مثل مؤسسة «أورالسكي» لبناء المكائن وشركات «إيروفلوت» و«ترانس ايرو» و«سيبير» للطيران وشركة «فيم بيل دان» للاغذية وشركتا «بيلاين» و«ام تي اس» للاتصال الهاتفي الخلوي. وتشتري شركة «غازبروم» الروسية عام 2010 نحو 15.5 مليار متر مكعب من الغاز الطبيعي ناهيك عن التنقيب المشترك الذي تقوم به الشركة مع شركة «أوزبك نفط غاز» الأوزبكية في منطقة اويتيورت الأوزبكية. اما فيما يخص شركة «لوك اويل» الروسية فبلغت استثماراتها في اقتصاد أوزبكستان قيمة 800 مليون دولار.
كما تستورد روسيا من أوزبكستان منتجات ميتالورجيا المعادن الحديدية وغير الحديدية وصناعة الكيمياويات والبتروكيمياويات والصناعة الخفيفة والمجمع الصناعي الزراعي وهلمجرا. كما تعتبر روسيا المستورد الرئيسي لمنتجات مصنع السيارات في أوزبكستان«اوزدايوافتو» الذي يصدر نسبة حوالي 70 بالمائة من منتجاته إلى روسيا.
كما ان أحد الاتجاهات الواعدة هو التعاون في مجال صناعة النفط والغاز – أي استكشاف وتكرير ومعالجة المواد الخام الهيدروكربونية وبالاخص الغاز الطبيعي. وفي ديسمبر/كانون الأول عام 2002 عقدت شركة «غازبروم» الروسية اتفاقية مع شركة «أوزبك نفط غاز» حول التعاون في مجال الغاز. واتفق الجانبان على تصدير الغاز الأوزبكي إلى روسيا في فترة 2003 – 2012 وكذلك التنفيذ المشترك للمشاريع في مجال استخراج الغاز الطبيعي. علما أن «غازبروم» تستورد الغاز الأوزبكي كما تنقل الغاز الخام بالترانزيت عبر اراضي أوزبكستان. وتشارك شركة «لوكويل» الروسية أيضا في مشروع استثمار حقول الغاز في أوزبكستان.
وتتعاون روسيا وأوزبكستان أيضا في مجال صناعة الطائرات. وتصنع في مؤسسة تشكالوف لصناعة الطائرات في طشقند بمعونة مؤسسة «إليوشن» الروسية الطائرات من طراز إليوشن إي أل-76 وإليوشن إي أل-114. وفي مارس/آذار عام 2007 افتتحت مؤسسة مشتركة لأصلاح المروحيات مي – 8 ومي- 24. لقد تأسست في أوزبكستان 688 مؤسسة صناعية مشتركة يساهم فيها الرأسمال الروسي، بينما تعمل في روسيا قرابة 300 مؤسسة صناعية بالاستثمارات الأوزبكية. وفي عام 2000 افتتح في طشقند مركز الأعمال الروسي الذي يتولى تنفيذ البرامج الاقتصادية المشتركة.

## التعاون في المجال العسكري – التقني
يمارس التعاون العسكري – التقني بين روسيا وأوزبكستان دورا هاما في احلال الاستقرار بمنطقة آسيا الوسطى. وفي مارس/آذار عام 1994 وقعت معاهدة تطوير التعاون في المجال العسكري. وفي عام 2001 وقع البلدان اتفاقية الاستخدام المشترك للقوات الجوية وقوات الدفاع الجوي في ضمان امن المجال الجوي. وتم الاتفاق بشأن تعليم وتدريب الكوادر العسكرية الأوزبكية في المعاهد العالية العسكرية الروسية. وفي سبتمبر/ايلول عام 2005 جرت لأول مرة تدريبات مشتركة تكتيكية روسية – أوزبكية قامت خلالها مجموعة مشتركة من القوات بالتدريب على عمليات تصفية العصابات الارهابية في المناطق الجبلية من أوزبكستان.

## مقارنة بين البلدين
هذه مقارنة عامة ومرجعية للدولتين:
| وجه المقارنة                                              | أوزبكستان       | روسيا                                   |
| --------------------------------------------------------- | --------------- | --------------------------------------- |
| المساحة (كم2)                                             | 448.98 ألف      | 17.08 مليون                             |
| عدد السكان (نسمة)                                         | 32.39 مليون     | 146.80 مليون                            |
| الكثافة السكانية (ن./كم²)                                 | 72.14           | 8.59                                    |
| العاصمة                                                   | طشقند           | موسكو                                   |
| اللغة الرسمية                                             | اللغة الأوزبكية | اللغة الروسية                           |
| العملة                                                    | سوم أوزبكستاني  | روبل روسي                               |
| الناتج المحلي الإجمالي (بليون دولار)                      | 48.72 مليار     | 1.58 تريليون                            |
| الناتج المحلي الإجمالي (تعادل القوة الشرائية) بليون دولار | 190.50 مليار    | 3.69 تريليون                            |
| الناتج المحلي الإجمالي الاسمي للفرد دولار أمريكي          | 2.13 ألف        | 9.09 ألف                                |
| الناتج المحلي الإجمالي للفرد دولار أمريكي                 | 5.57 ألف        |                                         |
| مؤشر التنمية البشرية                                      | 0.675           | 0.798                                   |
| رمز المكالمات الدولي                                      | +998            | +7                                      |
| رمز الإنترنت                                              | .uz             | .ru، .рф، .рус ‏، .su                    |
| المنطقة الزمنية                                           | ت ع م+05:00     | Magadan Time ‏، ت ع م+02:00، ت ع م+12:00 |

## مدن متوأمة
في ما يلي قائمة باتفاقيات التوأمة بين مدن أوزبكستانية وروسية:
- ترتبط سمرقند مع سامارا باتفاقية توأمة منذ 4 أغسطس 1986.

## منظمات دولية مشتركة
يشترك البلدان في عضوية مجموعة من المنظمات الدولية، منها:
| علم المنظمة | اسم المنظمة                             | تاريخ انضمام أوزبكستان | تاريخ انضمام روسيا |
| ----------- | --------------------------------------- | ---------------------- | ------------------ |
|             | مؤسسة التنمية الدولية                   | 24 سبتمبر 1992         | 16 يونيو 1992      |
|             | منظمة الأمن والتعاون في أوروبا          | 30 يناير 1992          | 1992               |
|             | مؤسسة التمويل الدولية                   | 30 سبتمبر 1993         | 12 أبريل 1993      |
|             | منظمة شانغهاي للتعاون                   | 15 يونيو 2001          | 26 أبريل 1996      |
|             | منظمة حظر الأسلحة الكيميائية            | ?                      | ?                  |
|             | الأمم المتحدة                           | 2 مارس 1992            | 24 أكتوبر 1945     |
|             | الاتحاد الدولي للاتصالات                | 10 يوليو 1992          | 1866               |
|             | منظمة الشرطة الجنائية الدولية           | ?                      | 27 سبتمبر 1990     |
|             | البنك الدولي للإنشاء والتعمير           | 21 سبتمبر 1992         | 16 يونيو 1992      |
|             | الاتحاد البريدي العالمي                 | ?                      | ?                  |
|             | وكالة ضمان الاستثمار متعدد الأطراف      | 4 نوفمبر 1993          | 29 ديسمبر 1992     |
|             | Central Asian Cooperation Organization ‏ | ?                      | 2002               |
|             | يونسكو                                  | 26 أكتوبر 1993         | 21 أبريل 1954      |
|             | الفريق المعني برصد الأرض                | ?                      | ?                  |

## أعلام
هذه قائمة لبعض الشخصيات التي تربطها علاقات بالبلدين:
- ألينا كاباييفا (لاعبة جمباز، وسياسية، 12 مايو 1983[24] –)
- أوليغ باسينين (لاعب كرة قدم أوزبكستاني، 12 سبتمبر 1974[25] –)
- دينيس ايستومين (لاعب كرة مضرب أوزبكي، 7 سبتمبر 1986 –)
- سرفر جباروف (لاعب كرة قدم أوزبكستاني، 3 أكتوبر 1982[26] –)
- فارفارا ليبتشينكو (لاعبة كرة مضرب أمريكية، 21 مايو 1986 –)
- ماكسيم شاتسكيخ (لاعب كرة قدم، 30 أغسطس 1978[27] –)

## وصلات خارجية
- موقع وزارة الخارجية الأوزبكستانية
- موقع وزارة الخارجية الروسية